# (65159) Sprowls
(65159) Sprowls (2002 CN152) – planetoida z pasa głównego asteroid okrążająca Słońce w ciągu 5,36 lat w średniej odległości 3,06 j.a. Odkryta 14 lutego 2002 roku.